# Manuel Ángeles Ortiz
Manuel Ángeles Ortiz, né à Jaén (Espagne) le 16 janvier 1895 et mort à Paris le 4 avril 1984, est un peintre, scénographe, céramiste et graveur espagnol.

## Biographie

### Génération de 27
Il vit ses plus jeunes années à Grenade, où il se rend régulièrement à un groupe de discussion, El Rinconcillo, dans le Café Alameda. Il y fait la rencontre, entre autres, de Ismael González de la Serna, Federico García Lorca, de qui il est l'un des amis les plus proches, Melchor Fernández Almagro, Manuel de Falla, José Acosta Medina, José Mora Guarnido, Juan José de Santa Cruz y Garcés de Marcilla (es), Constantino Ruiz Carnero, Antonio Gallego Burín (es), Francisco Soriano, Miguel Pizarro, José et Manuel Fernández Montesinos, Hermenegildo Lanz, Ángel Barrios.
Il se forme esthétiquement à Grenade, dans l'atelier de José Larrocha, puis dans l'École des Arts et Métiers, avec les peintres José María Rodríguez-Acosta et López Mezquita. Il poursuit ensuite sa formation à Madrid, où, en 1912, il rejoint l'atelier de Cecilio Plá. Ces débuts sont marqués par le naturalisme, Ignacio Zuloaga, le costumbrismo, ses jeunes assimilations du colorisme postimpressionniste et du cubisme via Daniel Vázquez Díaz.
Il illustre de nombreux livres poétiques de la Génération de 27, et est un proche de Rafael Alberti. José Bergamín a dit de lui, répétant ainsi les propres mots de Lorca lorsqu'il a présenté une exposition de Ángeles Ortiz en 1933, qu'il était celui qui peignait comme Lorca chantait en poésie, et celui qui disait en peignant ce que Federico écrivait dans ses vers.

### Vie à Paris
Il voyage une première fois à Paris à la fin des années 1920, pour y étudier à l'Académie de la Grande Chaumière. Rapidement marié puis veuf, il retourne à Grenade avec sa fille Isabel Clara. Il se prépare en 1922 pour l'historique « Concurso de Cante Jondo » avec Federico — de qui vient l'idée —, Manuel de Falla et autres artistes et intellectuels. Il est chargé de la réalisation de l'affiche, une gravure avec laquelle il rompt avec la tradition costumbriste grenadine et utilise un nouveau langage plastique. Il s'installe définitivement à Paris cette même année ; il y maintient une amitié intime avec Pablo Picasso et se marie en 1964 avec Jeanne-Brigitte Badin, fille de l'inventeur Raoul Badin. Il adhère alors à l'esthétique cubiste pour, postérieurement, la combiner avec des langages abstraits et surréalistes.
Il réalise sa première exposition à la galerie Les Quatre Chemins de Paris (1926). Sa vie sociale est intense ; il est très proche d'Emilio Pettoruti et Juan Gris, s'introduit dans la vie sociale agitée des comtes de Beaumont, expose dans les galeries Berger et Vavin-Raspail, et réalise les décors des pièces musicales de Manuel de Falla, Erik Satie et Francis Poulenc.
Depuis Madrid, Gabriel García Maroto (es) lui demande de participer à la première exposition de la Sociedad de Artistas Ibéricos et à la coordination de la présence des rénovateurs espagnols résidant à Paris — la fameuse École de Paris, avec lui-même, Picasso, Juan Gris, Joan Miró, María Blanchard, Daniel Vázquez Díaz, Maruja Mallo, Óscar Domínguez, Francisco Cossio, Francisco Iturrino, Juan de Echevarría, Manuel Colmeiro (es), Hernando Viñes, Francisco Bores, Celso Lagar, Ismael de la Serna, Joaquín Peinado, etc. Pourtant, pour des raisons inconnues, Ángeles Ortiz ne s'est pas rendu à cet important rendez-vous. Il participe cependant à la foire des peintres et sculpteurs espagnols résidant à Paris (1929), à la foire d'Architecture et de Peinture modernes de Saint-Sébastien (1930), ainsi qu'à celles de Copenhague (1932) et Berlin (1933).
Son amitié avec Luis Buñuel l'amène à participer comme acteur dans le tournage de L'Âge d'or.
Quand il rentre en Espagne, en 1932, il collabore avec le Grupo de Arte Constructivo.
Peu d'œuvres cubistes ou néoclassiques de Manuel Ángeles Ortiz ont été conservées, bien que celles qui ont pu l'être sont suffisantes pour estimer leur portée importante. Le problème est encore plus grand concernant sa production d'entre 1927 et 1936, étant donné que pratiquement tout son travail de cette époque est gardé dans un lieu encore inconnu. Il est l'un des premiers créateurs espagnols à s'intéresser à l'abstraction optique et géométrique dérivée du cubisme ; il se rapproche d'une manière presque hermétique et extrêmement personnelle du surréalisme et réalise une importante série de portraits dans le ton du réalisme moderne.

### Guerre civile et exil
En 1932, l'artiste revient à Madrid et travaille dans des projets des Misiones Pedagógicas, particulièrement avec La Barraca. Engagé pour la cause républicaine, il s'associe lors de la Guerre civile espagnole à l'Alianza de Intelectuales Antifascistas et est présent dans le pavillon de la IIe République espagnole de l'Exposition universelle de 1937 de Paris. En 1939, après avoir été libéré d'un camp de concentration par Picasso dans le sud de la France, l'exil le mène à Paris et en Argentine, par l'épopée du Massilia depuis La Rochelle. Il réside dans un premier temps à Buenos Aires, puis part pour la Patagonie ; c'est au bord du lac Nahuel Huapi qu'il ramasse des pierres et bouts de bois fossilisés. Ceci rappelle des polémiques passées (Escuela de Vallecas ou Grupo de Arte Constructivo) concernant la capacité de la nature pour devenir art et la revendication de l'objet trouvé comme reconsidération de l'essence de l'artistique ; dans ses bouts de bois, il n'y a pas de thème, pas même une aspiration à la similitude formelle, juste l'attraction des superficies et des volumes en eux-mêmes.
Lors de son séjour à Buenos Aires, il a réalisé de nombreux travaux en tant qu'illustrateur, essentiellement pour la maison d'édition Losada. Le Museo del Dibujo y la Ilustración de Buenos Aires possède dans ses collections quelques-uns de ces travaux.
Il reste en Argentine jusqu'en 1948, année où il revient à Paris et retrouve Picasso. C'est avec lui qu'il commence à travailler avec la céramique et élabore des séries comme La mujer sentada. Il introduit à cette époque l'utilisation du collage dans ses œuvres, en utilisant des bouts de papier découpés. À partir de 1958, il est autorisé à voyager en Espagne ; il retrouve alors la Grenade de son enfance, ce qui marquera très fortement sa peinture.
Il meurt le 4 avril 1984 dans le 14e arrondissement de Paris.

## Legs et reconnaissance
En 1981, la maire de Jaén lui décerne la Médaille d'Or de la ville et le fait Fils Préféré. La même année, il reçoit le Prix national d'arts plastiques.
La majeure partie de son œuvre — avec un interlude surréaliste — peut être classée dans une espèce de « cubisme lyrique » ou même de « cubisme jondo », ainsi que peut être classée une bonne partie de son œuvre à cause d'une présence constante des essences poétiques, malgré l'influence du cubisme, de l'abstraction et de l'expérience constructive de Joaquín Torres García. Il cultive la linogravure, la lithographie et l'eau-forte. La ville de l'Alhambra a constitué tout au long de sa vie sa passion la plus durable, comme l'atteste la fin des années 1950, quand il retrouve la ville de son enfance et la transforme en protagoniste indiscutable de ses meilleures œuvres picturales.
Manuel Ángeles Ortiz est particulièrement remarquable pour son extraordinaire capacité de synthèse, avec une tendance évidente à éliminer des énoncés réitératifs et adhérences anecdotiques inutiles. Il a illustré de nombreux livres d'écrivain de la Génération de 27 et a été collaborateur graphique de La Gaceta Literaria (es), Gallo ou Martín Fierro.
L'une de ses caractéristiques principales est la réalisation de séries dans lesquelles il développe un même thème pendant de longues périodes. La thématique grenadine est marquée par les œuvres El barrio del Albaycin, Los Campos de Granada, les tableaux de nuit de Grenade et les Paseo de cipreses del Generalife.
Il développe par ailleurs des séries d'Homenaje a El Greco (Hommage à El Greco), Cabezas y Cabezas múltiples, Perfiles, Sombras Luminosas et sa dernière grande série : Misteriosa Alhambra.